# ピグミーシロナガスクジラ
ピグミーシロナガスクジラ（矮小白長須鯨、Balaenoptera musculus brevicauda）は、鯨偶蹄目ナガスクジラ科ナガスクジラ属に属するシロナガスクジラの亜種の一つである。

## 分布
主に南半球に生息する。
インド洋の各海域にも広く分布し、歌の解析から様々な個体群が存在するとされる。
2014年には、ニュージーランドの南タラナキ湾とゴールデン湾の周辺が、新たな採餌海域である事が判明した。
また、フィリピンでは捕鯨時代以降、長らくシロナガスクジラおよびピグミーシロナガスクジラが確認されてこなかったが、「Bughaw」と名付けられた個体（ピグミーシロナガスクジラ）がボホール海周辺に繰り返し出現したことで注目を集めている。

## 形態
シロナガスクジラよりも小型であることが最大の特徴であり、最大級の個体でも全長は24.2 - 24.5メートルであり、また平均でも雌雄ともに通常のシロナガスクジラに比べて4メートルほど小さい。また、外鼻孔の形態なども異なる。
シロナガスクジラに比べ、頭部の大きさに比べて胴体が小さい為に、頭でっかちの体型に見える。

## 捕鯨
捕鯨が盛んだった時代には、狩猟対象であったが、乱獲によって大幅に数が減り、シロナガスクジラと同様に全面捕獲禁止となった。